# Santiago Cabrera
Santiago Cabrera (* 5. května 1978 Caracas, Venezuela) je chilský herec, působící převážně ve Spojeném království a ve Spojených státech.
Jeho otec byl chilský diplomat, takže dětství prožil v Severní Americe a Evropě, zejména ve Velké Británii, a do Chile se jeho rodina vrátila, až když mu bylo 15 let. Později studoval herectví v Londýně, kde rovněž začal působit na divadelních prknech. V britské televizi debutoval v roce 2003, ve filmu o rok později a následně se představil i v amerických produkcích. Hlavní role ztvárnil v seriálech Císař Augustus (2005), Hrdinové (2006–2007), Tři mušketýři (2014–2016), Salvation (2017–2018) a Star Trek: Picard (od 2020). Hrál rovněž ve filmech, jako jsou např. Láska a jiné pohromy (2006), Che Guevara: Partyzánská válka (2008), Transformers: Poslední rytíř (2017) či 7 životů (2017).